# Harrisia

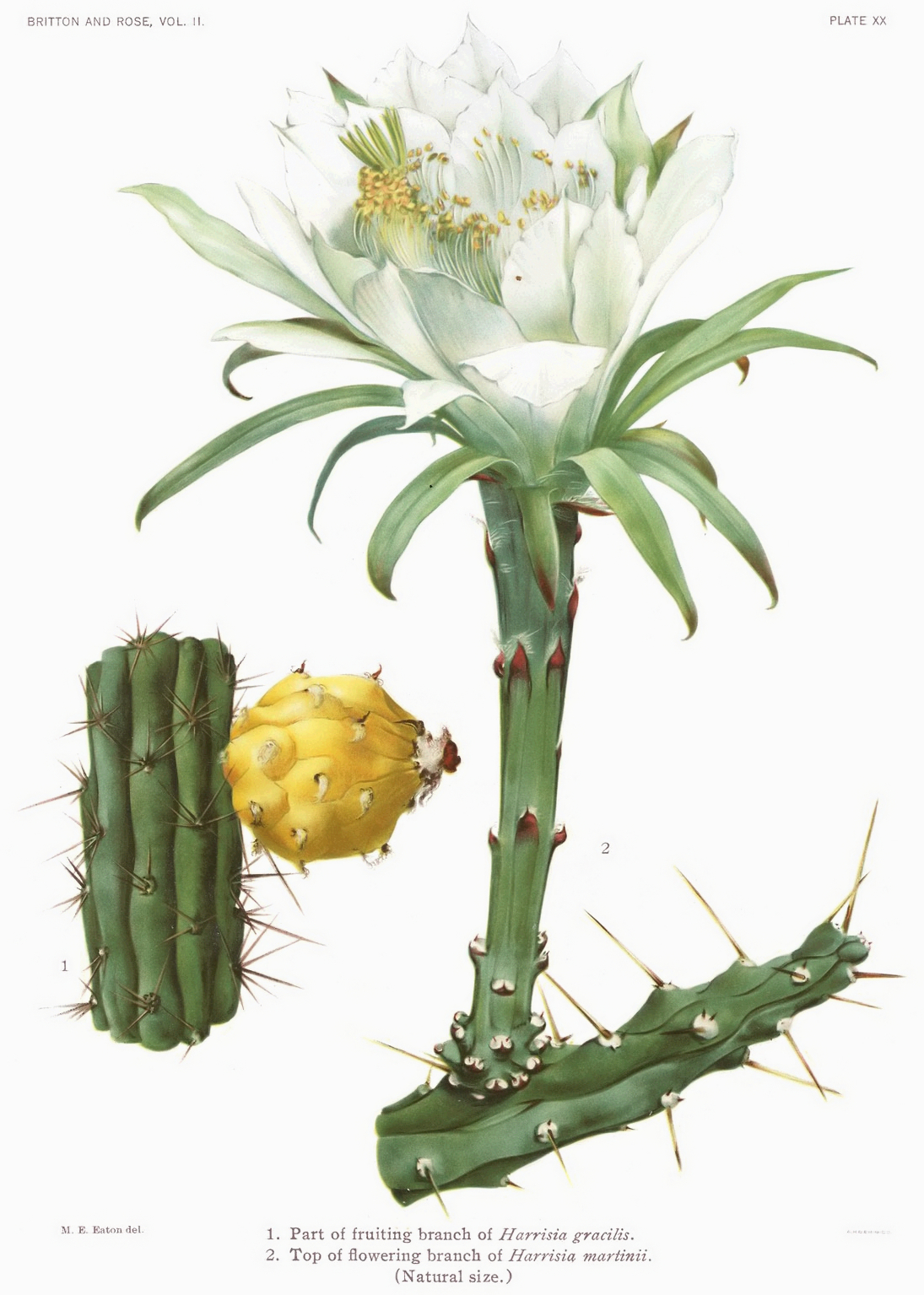
Illustration von Harrisia-Arten mit Blüte und Frucht

Harrisia ist eine Gattung aus der Familie der Kakteengewächse (Cactaceae). Benannt ist die Gattung nach dem Pflanzensammler William Harris (1860–1920).  Er war Superintendent der Public Gardens and Plantations of Jamaica.

## Beschreibung
Es sind baumförmig, manchmal kletternde oder strauchförmig wachsende Kakteen mit zylindrischen Trieben. Sie erreichen Wuchshöhen von bis zu 7 m. Die Triebe sind gerippt (vier bis zwölf Rippen) und bilden keine Luftwurzeln. Die Blüten öffnen sich nachts, sind weiß und haben einen Durchmesser von bis zu 12 cm. Nach erfolgreicher Bestäubung bilden sich rundliche Früchte, welche rot bis orange gefärbt sind. Die Früchte besitzen Schuppen mit Areolen in den Achseln. Die schwarzen Samen sind 2 bis 3 × 1,5 mm groß.

## Systematik
Das Verbreitungsgebiet der Gattung liegt in den südlichen USA, der gesamten Karibik und nach Süden bis Brasilien, Paraguay, Bolivien und Argentinien. Es ist innerhalb des Tribus Trichocereeae die Gattung mit dem größten Verbreitungsgebiet.
Die Erstbeschreibung durch Nathaniel Lord Britton wurde 1909 veröffentlicht. Die Typusart der Gattung ist Harrisia gracilis.

### Systematik nach N.Korotkova et al. (2021)
Die Gattung umfasst folgenden Arten:
- Harrisia aboriginum Small ex Britton & Rose
- Harrisia adscendens (Gürke) Britton & Rose
- Harrisia bonplandii (Parm. ex Pfeiff.) Britton & Rose
- Harrisia brookii Britton
- Harrisia caymanensis A.R.Franck
- Harrisia divaricata (Lam.) Backeb.
- Harrisia earlei Britton & Rose
- Harrisia eriophora (Pfeiff.) Britton
- Harrisia fernowii Britton
- Harrisia fragrans Small ex Britton & Rose
- Harrisia gracilis (Mill.) Britton
- Harrisia jusbertii (Rebut) Frič
- Harrisia martinii (Labour.) Britton
- Harrisia pomanensis (F.A.C.Weber ex K.Schum.) Britton & Rose
- Harrisia portoricensis Britton
- Harrisia regelii (Weing.) Borg ≡ Harrisia pomanensis subsp. regelii (Weing.) R.Kiesling
- Harrisia taetra Areces
- Harrisia tetracantha (Labour.) D.R.Hunt ≡ Harrisia tephracantha (Labour.) D.R.Hunt
- Harrisia tortuosa (J.Forbes) Britton & Rose

Synonyme der Gattung sind Cereus subg. Eriocereus A.Berger (1905), Eriocereus (A.Berger) Riccob. (1909), Roseocereus Backeb. (1938), Erythrocereus Houghton (1996), ×Eriocereopsis Doweld (2002), Serrulatocereus Guiggi (2018).

### Systematik nach E.F.Anderson/Eggli (2005)
Die Gattung wird unter anderem auf Grund von Merkmalen der Fruchtausbildung und -reife in zwei Untergattungen gegliedert:
- Harrisia subg. Harrisia
Die Arten sind mehrheitlich baumförmig mit nicht aufreißenden Früchten. Sie sind in den USA und der Karibik verbreitet.
- Harrisia subg. Eriocereus (A.Berger) Britton & Rose ex Buxb. (1974, nom. inval.)
Die Arten sind mehrheitlich kletternd oder strauchig mit aufreißenden Früchten. Sie sind in Südamerika verbreitet.

Zur Gattung Harrisia gehören die folgenden Arten:
- Untergattung Harrisia
  - Harrisia aboriginum Small
  - Harrisia brookii Britton
  - Harrisia divaricata (Lam.) Backeb.
  - Harrisia earlei Britton & Rose
  - Harrisia eriophora (Pfeiff.) Britton
  - Harrisia fernowii Britton
  - Harrisia fragrans Small
  - Harrisia gracilis (Mill.) Britton
  - Harrisia nashii Britton = Harrisia divaricata (Lam.) Backeb.
  - Harrisia portoricensis Britton
  - Harrisia simpsonii Small = Harrisia fragrans Small
  - Harrisia taetra Areces
  - Harrisia taylorii Britton = Harrisia fernowii Britton

- Untergattung Eriocereus (A.Berger) Britton & Rose ex Buxb. (1974, nom. inval.)
  - Harrisia adscendens (Gürke) Britton & Rose
  - Harrisia bonplandii (J.Parm. ex Pfeiff.) Britton & Rose
  - Harrisia martinii (Labour.) Britton & Rose
  - Harrisia pomanensis (F.A.C.Weber) Britton & Rose
    - Harrisia pomanensis subsp. pomanensis
    - Harrisia pomanensis subsp. regelii (Weing.) R.Kiesling ≡ Harrisia regelii (Weing.) Borg

  - Harrisia tephracantha (Labour.) D.R.Hunt ≡ Harrisia tetracantha (Labour.) D.R.Hunt
  - Harrisia tortuosa (J.Forbes ex Otto & A.Dietr.) Britton & Rose

Ohne Zuordnung
- Harrisia hurstii W.T.Marshall = Harrisia portoricensis Britton
- Harrisia ‘Jusbertii’ hort. = Harrisia jusbertii (Rebut) Frič

Synonyme der Gattung sind Eriocereus Riccob. (1909), Roseocereus Backeb. (1938) und Estevesia P.J.Braun (2009).

## Nutzung
Im Gran-Chaco-Gebiet in Argentinien und Paraguay werden die Früchte sowie die gekochten, gerösteten oder gebackenen verdickten Wurzeln gegessen.

## Nachweise

## Weiterführende Literatur
- Alan R. Franck: Systematics of Harrisia (Cactaceae). Graduate School Theses and Dissertations, 2012 (online).
- Alan R. Franck: Synopsis of Harrisia Including a Newly Described Species, Several Typifications, New Synonyms, and a Key to Species. In: Haseltonia. Nummer 18, 2012, S. 95–104 (doi:10.2985/026.018.0112).
- Alan R. Franck, Bruce J. Cochrane, James R. Garey: Phylogeny, Biogeography, and Infrageneric Classification of Harrisia (Cactaceae). In: Systematic Botany. Band 38, Nummer 1, 2013, S. 210–223 (doi:10.1600/036364413X662105).
- Alan R. Franck, Bruce J. Cochrane, James R. Garey: Relationships and dispersal of the Caribbean species of Harrisia (sect. Harrisia; Cactaceae) using AFLPs and seven DNA regions. In: Taxon. Band 62, Nummer 3, 2013, S. 486–497 (doi:10.12705/623.5).
- Alan R. Franck: Monograph of Harrisia (Cactaceae). In Phytoneuron. Nummer 2016–85, 2016, S. 1–159 (PDF).